# Sonate K. 8
Pour un article plus général, voir Essercizi per gravicembalo.
La sonate K. 8 (F.524/L.488) en sol mineur est une œuvre pour clavier du compositeur italien Domenico Scarlatti. C'est la huitième sonate du seul recueil publié du vivant de l'auteur, les Essercizi per gravicembalo (1738) qui contient trente numéros.

## Présentation
La sonate K. 8, en sol mineur, est notée Allegro.

## Manuscrits et éditions
L'œuvre est imprimée dans le recueil des Essercizi per gravicembalo publié sans doute à Londres en 1738, puis chez Preston/Roseingrave. Des copies manuscrites se trouvent dans Münster V 40 (Sant Hs 3968), Vienne G 52 (VII 28011 G) et Q 15112 (no 1), Q 15117 (no 2) ; une autre en Espagne, Orfeó Catalá (E-OC) no 28. En France paraît dès 1737/1738, chez Boivin et Leclerc, et de nouveau chez Boivin, vers 1740/1742 (Opera prima),,.
Des variantes rythmiques sont visibles sur les reproductions ci-dessous (éditions Boivin et Pitman). Elles ont été éditées dans le volume IV de la sélection de sonates préparées par Susanne Cox, chez Henle (2015).

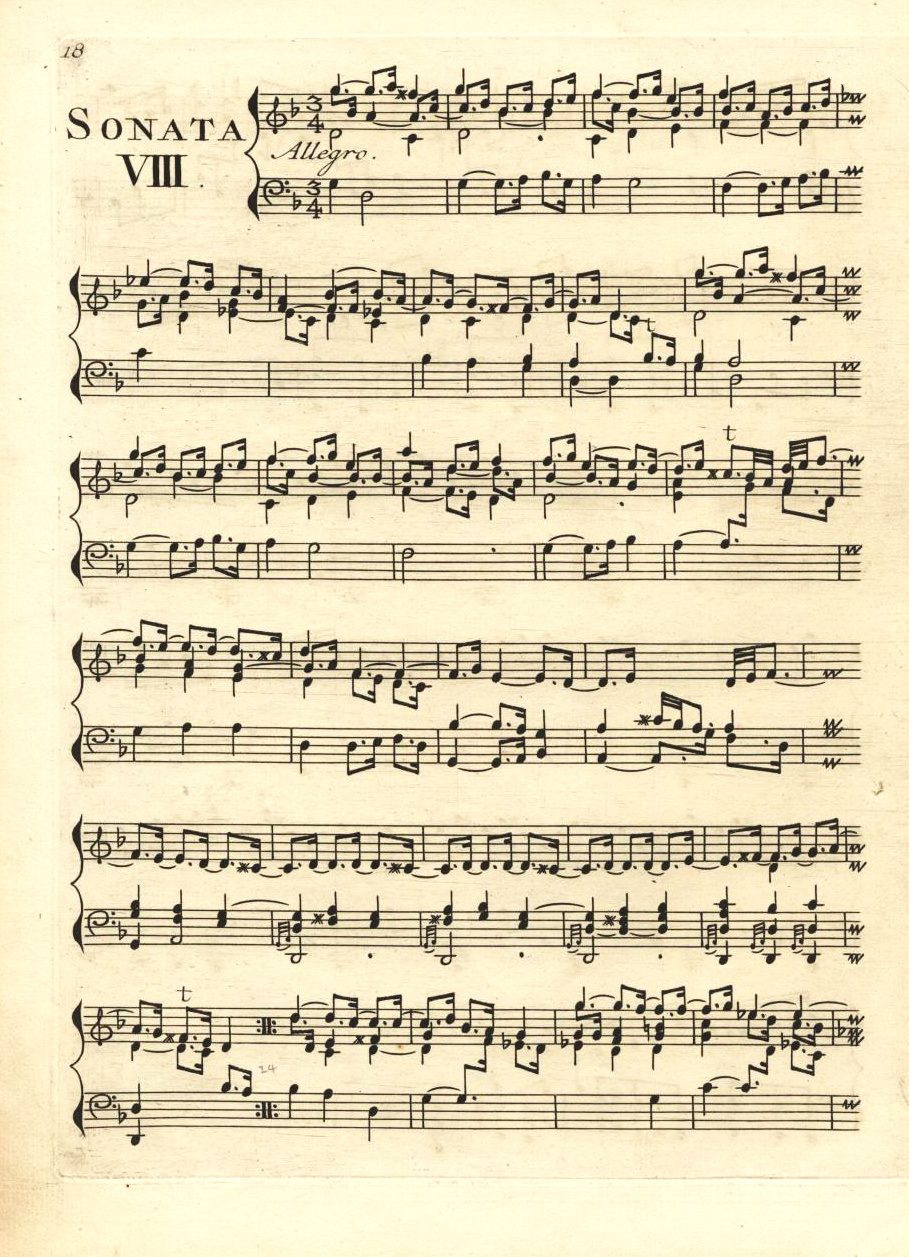
Édition Amsterdam, 1742.
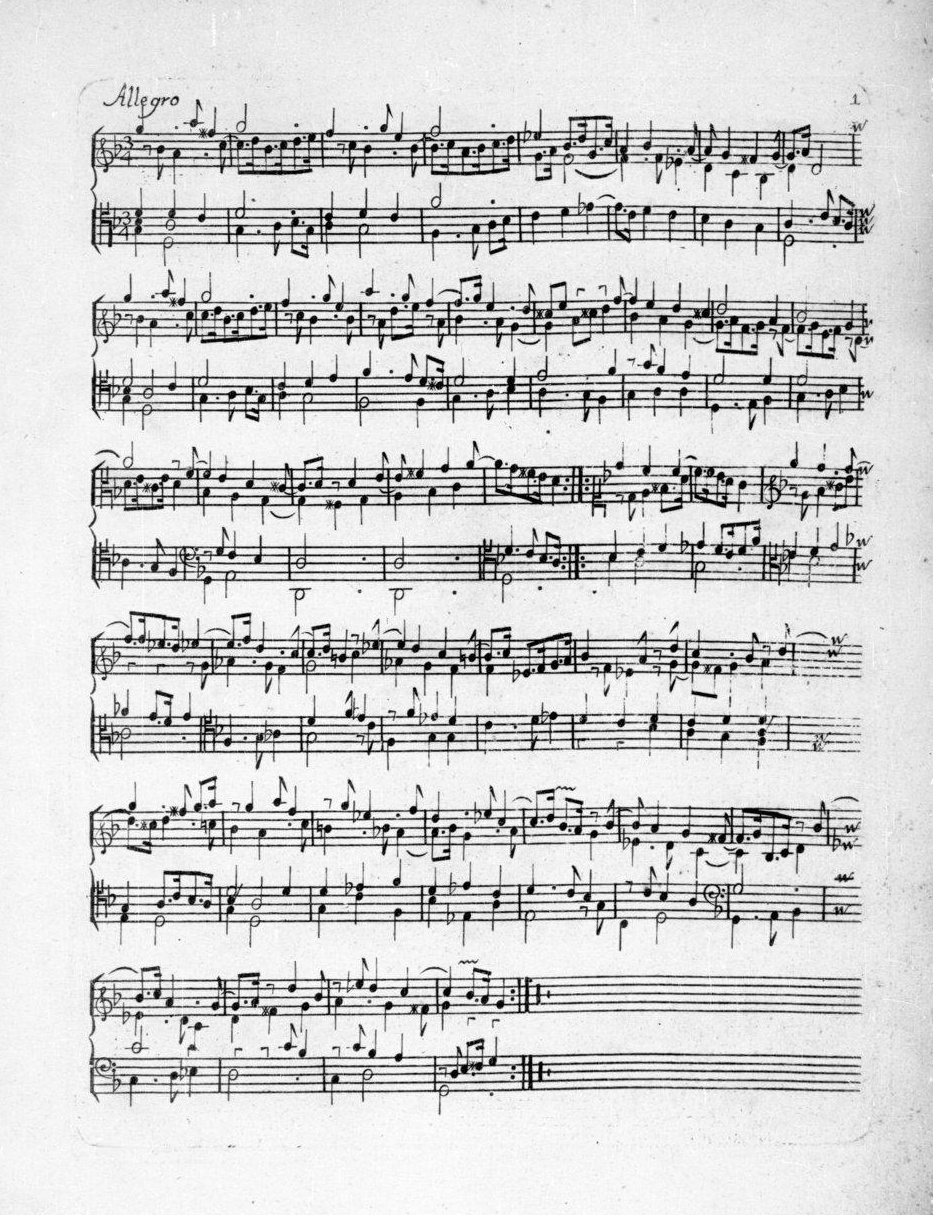
Édition Boivin, Paris (ca) 1742.
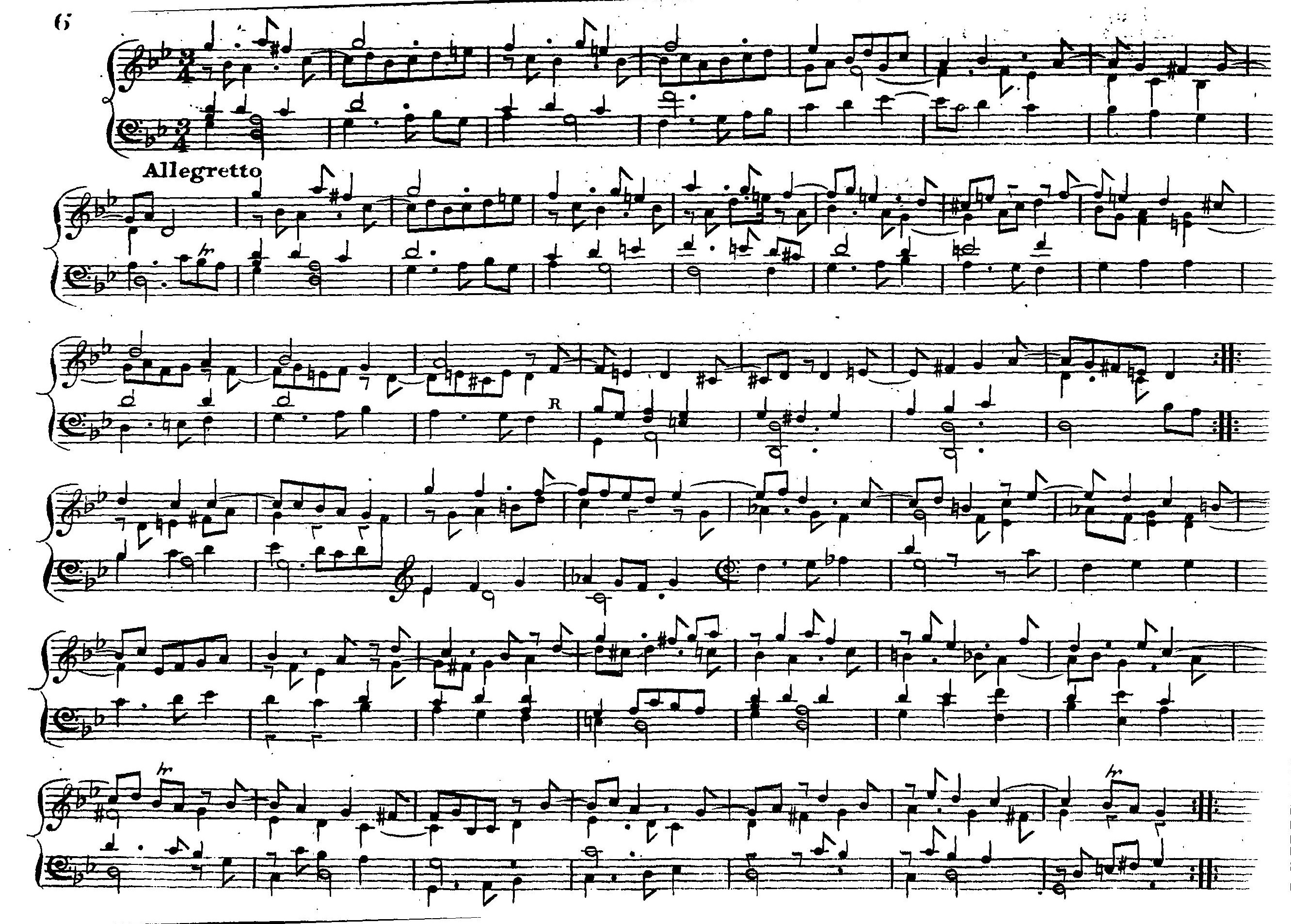
Édition Pitman, Londres 1785.
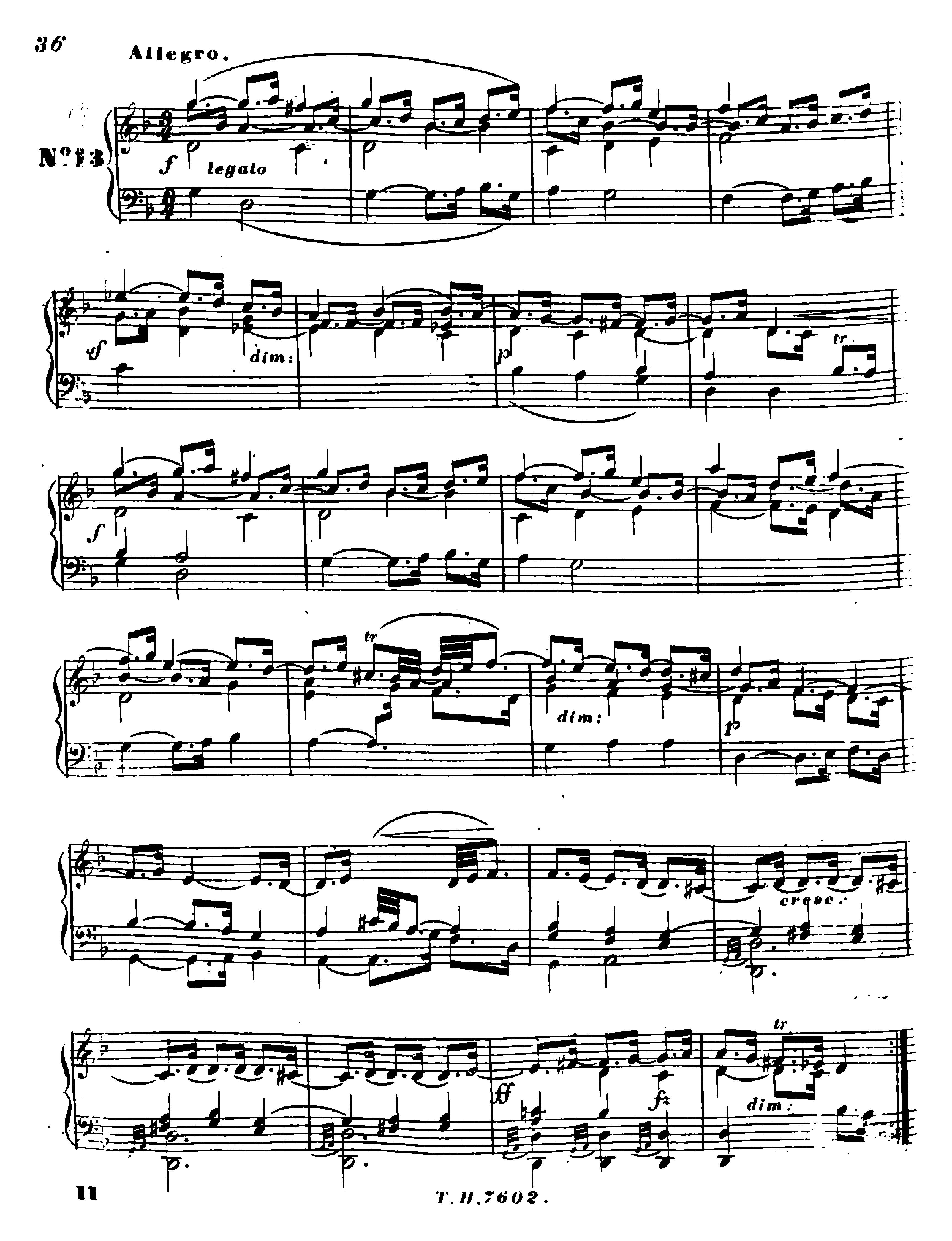
Édition Haslinger/Czerny, 1838.

## Interprètes
La sonate K. 8 est défendue :
- au piano, notamment par Marcelle Meyer (1948, EMI), Alicia de Larrocha (1979, Decca), Mikhaïl Pletnev (1979, Melodiya et 1994, Virgin), Ivo Pogorelich (1992, DG), Mūza Rubackytė (2000, Lyrinx), Carlo Grante (2009, Music & Arts, vol. 1), Alexandre Tharaud (2010, Virgin), Alice Ader (2010, Fuga Libera), Alberto Urroz (2017, IBS) et Marco Fumo (it) (2022, Odradeck) ;
- au clavecin par Wanda Landowska (1934), Zuzana Růžičková (1976, Supraphon), Scott Ross (1976, Still et 1985, Erato)[11], Joseph Payne (1990, BIS), Bob van Asperen (1991, EMI), Laura Alvini (Frame et Nuova Era), Kenneth Weiss (2001, Satirino), Byron Schenkman (2001, Centaur), Ottavio Dantone (2002, Stradivarius, vol. 8), Richard Lester (2004, Nimbus, vol. 1), Pieter-Jan Belder (Brilliant Classics), Skip Sempé (2007, Paradizio), Kenneth Weiss (2007, Satirino), Carole Cerasi (2010, Metronome) et Hank Knox (2021, Leaf Music).

## Sources
: document utilisé comme source pour la rédaction de cet article.
- Ralph Kirkpatrick (trad. de l'anglais par Dennis Collins), Domenico Scarlatti, Paris, Lattès, coll. « Musique et Musiciens », 1982 (1re éd. 1953 (en)), 493 p. (ISBN 978-2-7096-0118-4, OCLC 954954205, BNF 34689181).
- Alain de Chambure, « Domenico Scarlatti : Intégrale des sonates — Scott Ross », Erato (2564-62092-2), 1985 (OCLC 891183737) .
- (it) Águeda Pedrero-Encabo (trad. de l'espagnol par Francesco Paolo Russo), « Una nuova fonte degli «Essercizi» di Domenico Scarlatti: il manoscritto Orfeó Catalá (E-OC) », Fonti Musicali Italiane, no 17,‎ 2012, p. 151–173 (présentation en ligne).
- (es) Celestino Yáñez Navarro (thèse), Nuevas aportaciones para el estudio de las sonatas de Domenico Scarlatti. Los manuscritos del Archivo de Música de las Catedrales de Zaragoza, Université autonome de Barcelone, 2016 (lire en ligne)